# Жип
Жип (слч. Žíp) насељено је мјесто са административним статусом сеоске општине (слч. obec) у округу Римавска Собота, у Банскобистричком крају, Словачка Република.

## Становништво
| Година:    | 1994. | 2004.    | 2014.   | 2024.    |
| ---------- | ----- | -------- | ------- | -------- |
| Број људи: | 177   | 237      | 245     | 305      |
| Разлика:   |       | +33,89 % | +3,37 % | +24,48 % |

| Година:    | 2023. | 2024.   |
| ---------- | ----- | ------- |
| Број људи: | 301   | 305     |
| Разлика:   |       | +1,32 % |

Према подацима о броју становника из 2011. године насеље је имало 226 становника.